# Gitra Yuda Furton
Gitra Yuda Furton (sinh ngày 7 tháng 4 năm 1993) là một cầu thủ bóng đá người Indonesia hiện tại thi đấu cho Persik Kediri ở Liga 2 ở vị trí hậu vệ 

## Sự nghiệp

### Semen Padang
Gitra Yuda là cầu thủ của U-21 Semen Padang và giúp U-21 Semen Padang lần đầu tiên vô địch ở Indonesia Super League U-21 sau khi đánh bại U-21 Sriwijaya FC.
Năm 2015, anh gia nhập đội chính của Semen Padang F.C. ở Indonesia Super League 2015, wearing jersey number 5.

### PS TNI
Gitra gia nhập đội bóng thi đấu tại Indonesia Soccer Championship A 2016.

## Danh hiệu
U-21 Semen Padang
Vô địch
- Indonesia Super League U-21: 2014